# Мэриленд (графство, Либерия)
Мэриленд (англ. Maryland) — одно из графств Либерии. Административный центр — город Харпер.

## География
Расположено на юго-востоке страны. Граничит с Кот-д’Ивуаром (на востоке), а также с графствами: Ривер-Ги (на севере) и Гранд-Кру (на западе). На юге омывается водами Атлантического океана. Площадь составляет 2296 км².

## Население
Население по данным на 2008 год — 136 404 человек; средняя плотность населения — 59,41 чел./км².
Динамика численности населения графства по годам:
| 1984    | 1986    | 2008    | 2013    |
| ------- | ------- | ------- | ------- |
| 132 100 | 137 700 | 136 404 | 150 575 |

## Административное деление
В административном отношении делится на 7 округов (население — 2008 г.):
- Гвелекпокен (Gwelekpoken) (9 875 чел.)
- Харпер (Harper) (37 289 чел.)
- Карлувей №1 (Karluway #1) (7 539 чел.)
- Карлувей №2 (Karluway #2) (18 017 чел.)
- Нионкен (Nyonken) (11 161 чел.)
- Плибо (Pleebo/Sodoken) (43 580 чел.)
- Воджа (Whojah) (8 943 чел.)